# Phegopteris
Phegopteris is een geslacht uit de moerasvarenfamilie (Thelypteridaceae). Het geslacht telt vier soorten terrestrische varens, waarvan er een van nature voorkomt in België en Nederland.

## Naamgeving en etymologie
Engels: Beech Fern

## Kenmerken
De varens van dit geslacht hebben een lange, dunne en kruipende wortelstok. De bladen of veren staan verspreid, zijn wigvormig of driehoekig van vorm en dubbel tot drievoudig geveerd. Een belangrijk kenmerk is dat de tegenoverstaande blaadjes aan de hoofdnerf met elkaar vergroeid zijn.
De sporenhoopjes zitten op de onderzijde van de bladen, zijn klein en rond tot ellipsvormig en niet afgedekt met een dekvliesje.

## Beschreven soorten
Tot het geslacht Phegopteris behoren vier soorten waarvan een van nature voorkomt in België en Nederland:
- Geslacht: Phegopteris
  - Soorten:
    - Phegopteris connectilis (Smalle beukvaren)
    - Phegopteris decursive-pinnata
    - Phegopteris hexagonoptera
    - Phegopteris undulata